# Girgols
Girgols ist ein französischer Ort und eine Gemeinde mit 131 Einwohnern (Stand 1. Januar 2022) im Département Cantal in der Region Auvergne-Rhône-Alpes (vor 2016 Auvergne). Die Gemeinde gehört zum Arrondissement Aurillac und zum Kanton Naucelles. 

## Lage
Girgols gehört zur historischen Provinz des Carladès und liegt etwa 13 Kilometer nordnordöstlich des Stadtzentrums von Aurillac. Umgeben wird Girgols von den Nachbargemeinden Tournemire im Norden, Saint-Projet-de-Salers im Norden und Nordosten, Lascelle im Osten und Südosten, Laroquevieille im Süden, Marmanhac im Süden und Südwesten sowie Saint-Cernin im Westen.

## Bevölkerungsentwicklung
| Jahr                       | 1962 | 1968 | 1975 | 1982 | 1990 | 1999 | 2006 | 2011 | 2019 |
| Einwohner                  | 179  | 151  | 115  | 100  | 84   | 73   | 75   | 76   | 74   |
| Quellen: Cassini und INSEE |      |      |      |      |      |      |      |      |      |

## Sehenswürdigkeiten

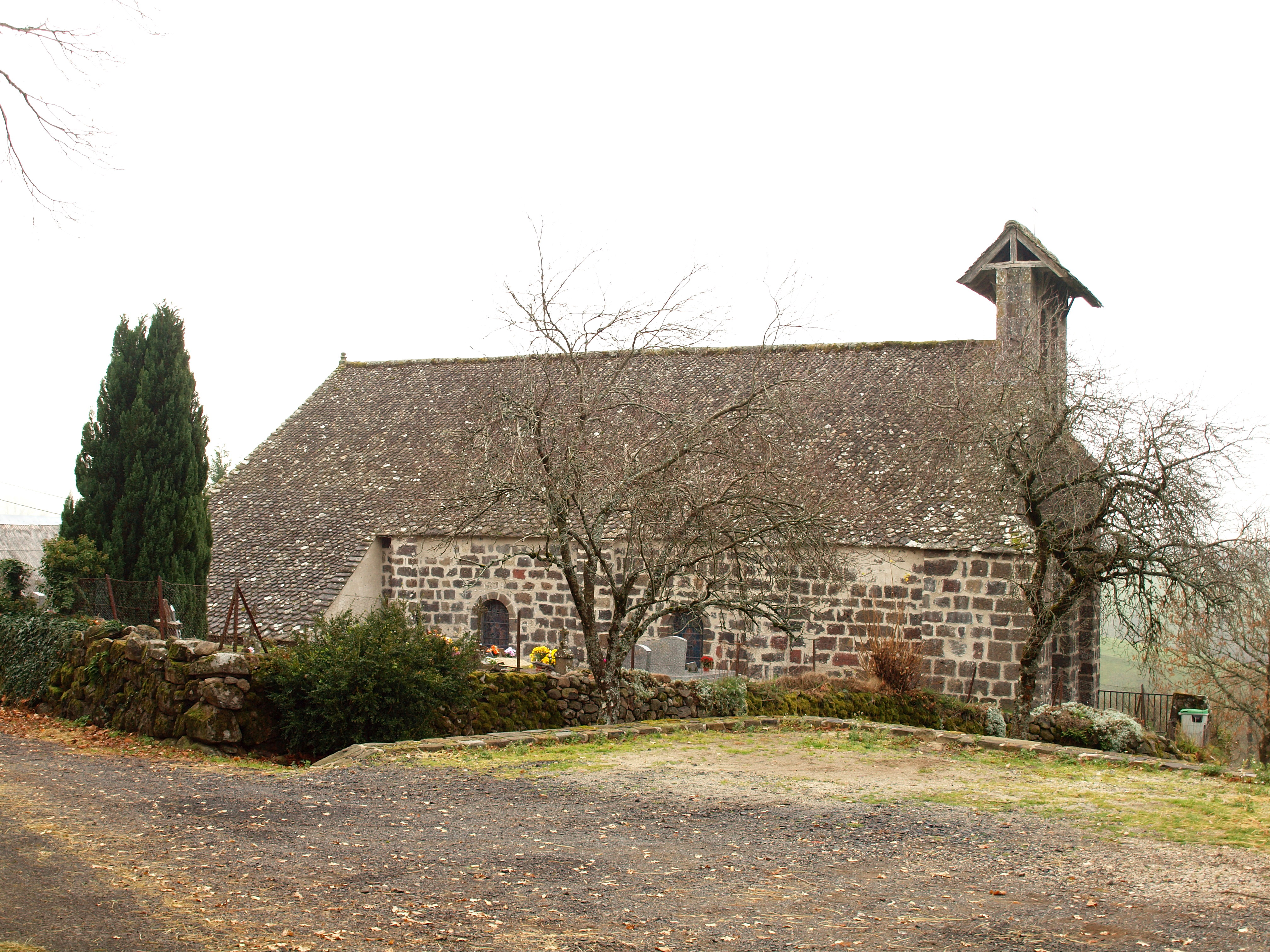
Kirche Notre-Dame-de-la-Nativité

- Kirche Notre-Dame-de-la-Nativité